# Dimitrie Bolintineanu
Dimitrie Bolintineanu (ur. 14 stycznia 1819 w Bolintin-Vale, zm. 20 sierpnia 1872 w Bukareszcie) – rumuński poeta, prozaik i polityk, pełniący funkcję ministra oświaty (1863-64) w rządzie Mihaila Kogălniceanu.
Pochodził z rodziny macedońskich Arumunów. Uczył się w Kolegium św. Sawy. Od 1841 pracował w Sekretariacie Stanu Wołoszczyzny. W 1844 został awansowany do rangi pitara (stolnika). Działał w stowarzyszeniu Frăția i związanym z nim Towarzystwie Literackim. W 1845 jako jego stypendysta wyjechał do Paryża, z którego powrócił do Rumunii w 1848. Z ramienia spiskowców przygotowujących rewolucję miał nawiązać kontakty z rewolucjonistami bukowińskimi, co nie udało mu się z powodu nieotrzymania paszportu. W czasie Wiosny Ludów redagował pisma Pruncul român i Poporul suveran, z którym współpracowali Nicolae Bălcescu i Cezar Bolliac. Po upadku rewolucji przebywał na wygnaniu w Siedmiogrodzie, Konstantynopolu i Paryżu. W 1855 hospodar Grzegorz Aleksander Ghica proponował mu objęcie katedry literatury rumuńskiej w Jassach, na co nie wyraziły zgody władze tureckie. W kolejnych latach podróżował po Palestynie, Egipcie, Syrii i Macedonii (w 1864 opublikował relację z tych podróży). Powrócił do Rumunii w 1859. W tym samym roku wstąpił do masonerii. W ostatnich latach życia borykał się z biedą i chorobą psychiczną.
W 1842 debiutował wierszem O fată tânără pe patul morții (Dziewczyna na łożu śmierci) na łamach pisma Curierul de ambe sexe. W 1847 w Bukareszcie ukazał się pierwszy tom jego wierszy. Do jego najważniejszych dzieł literackich należą: Legendele istorice (Legendy historyczne, 1858), Florile Bosforului (Kwiaty Bosforu, 1855), Basme (Bajki), Macedonele (Macedończycy) i Reverii (Kaprysy). Tworzył także poematy (nieukończona Traianida, Conrad), dramaty historyczne, powieści (Manoil, Elena) i wiersze satyryczne.